# Критерий сверхтекучести Ландау
Критерий Ландау сверхтекучести — соотношение между энергиями и импульсами элементарных возбуждений системы (фононов), обусловливающее возможность её нахождения в сверхтекучем состоянии.

## Формулировка критерия
Квантовая жидкость может находиться в сверхтекучем состоянии, если для энергетического спектра её элементарных возбуждений ε(p) минимальное значение отношения энергии квазичастицы к её импульсу ε(p)/p больше нуля.

## Вывод критерия
Рассмотрим жидкость, движущуюся по капилляру со скоростью v=const. При наличии вязкости будет происходить диссипация кинетической энергии внутри самой жидкости и в месте её соприкосновения с капилляром и, как следствие, замедление скорости потока. Диссипация происходит за счёт возникновения элементарных возбуждений.
Перейдём в систему координат, в которой жидкость покоится, а капилляр движется со скоростью -v. Рассмотрим одно элементарное возбуждение с импульсом p и энергией ε(p). Тогда энергия E0 жидкости (в системе координат, в которой она изначально покоилась), станет равна энергии этого возбуждения ε, а её импульс P0 — импульсу p. Перейдём теперь обратно в систему координат, в которой покоится капилляр. Согласно законам преобразования энергии и импульса при переходе от одной инерциальной системы отсчёта в другую (в нерелятивистском случае), новые значения энергии и импульса имеют вид:
{\displaystyle E=E_{0}+\mathbf {P} _{0}\mathbf {v} +{\frac {Mv^{2}}{2}},}
{\displaystyle \mathbf {P} =\mathbf {P} _{0}+M\mathbf {v} ,}
где M — масса жидкости. Подставляем сюда известные значения E0 и P0, получаем:
{\displaystyle E=\varepsilon +\mathbf {p} \mathbf {v} +{\frac {Mv^{2}}{2}}.}
Выражение {\displaystyle \varepsilon +\mathbf {p} \mathbf {v} } есть изменение энергии жидкости благодаря появлению возбуждения. Это изменение должно быть отрицательным, поскольку действуют диссипативные силы. Отсюда получаем выражение для скорости потока при наличии трения
{\displaystyle v>{\frac {\varepsilon }{p}}.}
Это неравенство должно выполняться хотя бы для некоторых значений импульса p элементарного возбуждения. Соответственно, при отсутствии трения, т. е. при наблюдении сверхтекучести, при любых значениях импульса элементарных возбуждений p, должно выполняться неравенство
{\displaystyle v\leq {\frac {\varepsilon }{p}}.}
Это условие соответствует невозможности образования квазичастицы и, следовательно, невозможности диссипации. Таким образом, для возможности наблюдения сверхтекучести в такой системе достаточно, чтобы минимальное значение отношения ε(p)/p было больше нуля.